# Closterus laticornis
Closterus laticornis är en skalbaggsart som beskrevs av Gilmour 1962. Closterus laticornis ingår i släktet Closterus och familjen långhorningar.
Artens utbredningsområde är Madagaskar. Inga underarter finns listade i Catalogue of Life.